# Nady Systems, Inc.

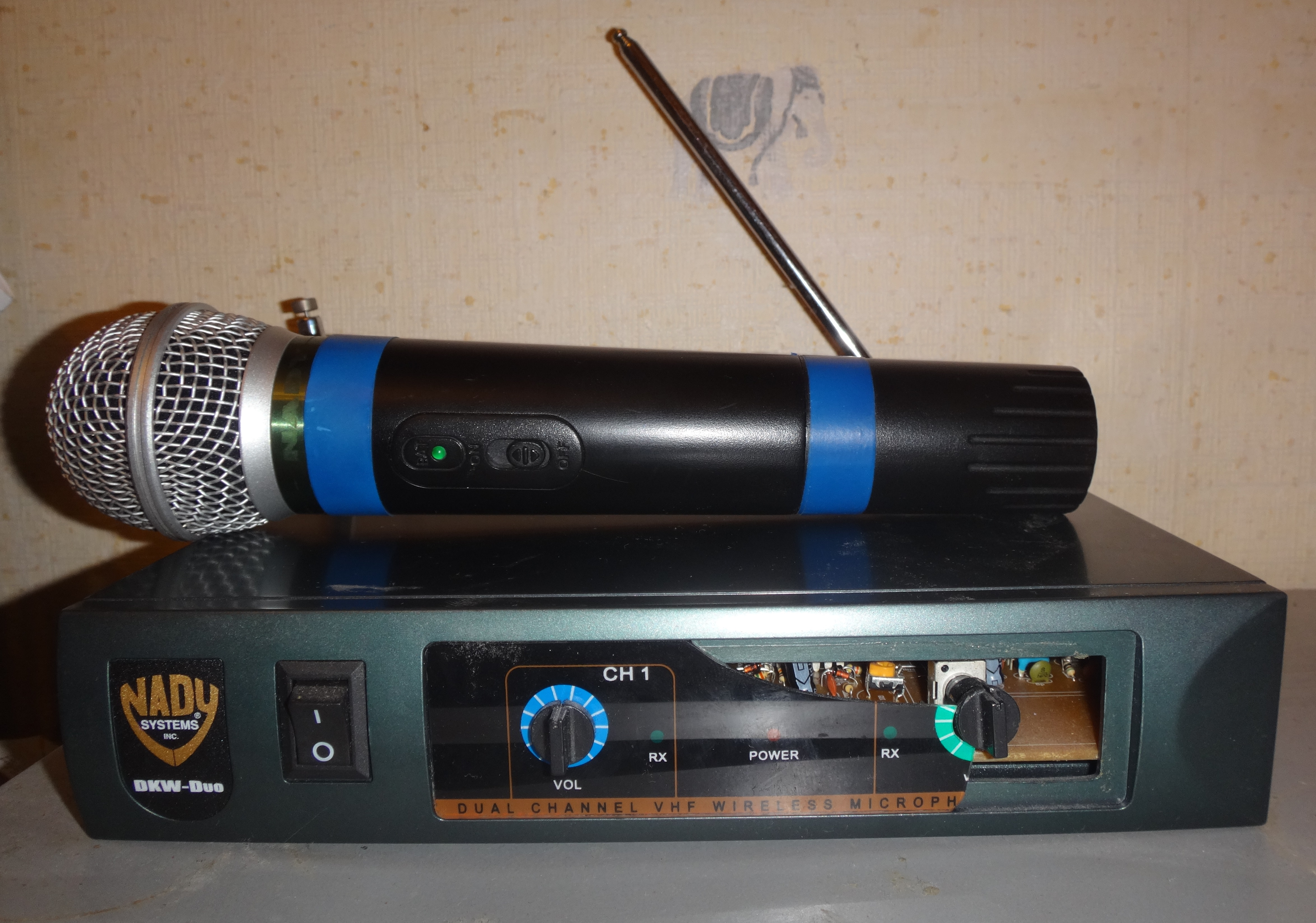
Микрофонная радиосистема «Nady DKW-Duo»

Nady Systems, Inc. — американская компания, специализирующаяся на производстве звукового оборудования (микрофоны, наушники) как профессионального, так и потребительского уровня для использования в индустрии развлечений, а также для использования в храмах и учебных заведениях. Располагается в Ричмонде, штат Калифорния.

## История
В начале 1970-х годов Джон Нэди разработал и запатентовал процесс компаундирования для беспроводной связи, который значительно улучшил качество звука и диапазон; начал предлагать этот продукт для использования в беспроводных микрофонах в 1976 году. Он основал компанию «Nasty Cordless, Inc.», которая в 1978 году сменила название на нынешнее — «Nady Systems, Inc.».
Первоначальный маркетинг Nady был ориентирован исключительно на индустрии развлечений. К 1985 году многие ведущие музыкальные исполнители использовали беспроводное оборудование «Nady Systems», в том числе Мадонна, Брюс Спрингстин, Бон Джови, «Aerosmith», «Styx», Neil Young и «Rolling Stones».
Продукция Nady Systems также использовались для создания вещательного телевизионного контента, включая премии «Золотой глобус», «Премии Грэмми» и «The Lawrence Welk Show». Работа «Nady Systems» на телевидении была признана Национальной академией телевизионных искусств и наук, которая в 1996 году присудила «Nady Systems» премию «Эмми» за «Выдающиеся технические достижения в области новаторской беспроводной микрофонной технологии».
Джону Нэди приписывают разработку ряда нововведений в области беспроводного аудио. Его инновации включают в себя первую в своём роде систему мониторинга (1978), первый сверхлёгкий беспроводной головной микрофон для профессиональной сценической работы (1984), первую беспроводную гитару, бас со встроенным передатчиком (1986) и первую PLL-синтезированную ультравысокочастотную (UHF) гибкую беспроводную систему.